# 馬克斯·法斯麥爾
马克斯·朱利叶斯·弗里德里希·法斯麥爾（德語：Max Julius Friedrich Vasmer，羅馬化：Maksimilian Romanovič Fásmer，1886年2月28日—1962年11月30日）是一位俄德语言学家。他研究了印欧语、芬兰乌戈尔语和突厥语的词源问题，并研究了斯拉夫语、波罗的海语、伊朗语和芬兰乌戈尔语族的历史。

## 生平
法斯麥爾出生於聖彼得堡，父母是德國人，1907 年畢業於聖彼得堡大學。1910 年起，他開始那裡擔任教授。 1917 年至 1922 年俄羅斯內戰期間，他在薩拉托夫大學和多爾帕特大學（塔爾圖）工作。 1921年，他定居萊比錫，但於1925年搬到柏林。 1938年至1939年，他在紐約哥倫比亞大學講課。 正是在那裡，他開始創作他的鉅作《俄語字源詞典》。 1939年，他在柏林維爾默斯多夫為亞歷山大·布魯克納教授致悼詞，並接任柏林大學斯拉夫研究所系主任。1941年，他出版了《希臘的斯拉夫人》一書（Die Slaven in Griechenland）。 1944 年出版的《塞爾維亞-克羅埃西亞語中的希臘語借詞》（Die griechischen Lehnwörter im Serbo-Kroatischen）一書。
1944年，法斯麥爾位於柏林的房屋遭到轟炸，他的大部分資料都被摧毀。 儘管如此，法斯麥爾仍然堅持他的工作，最終於 1950 年至 1958 年由海德堡大學出版了三卷本，名為《俄語字源詞典》。 瓦斯默於 1962 年 11 月 30 日在西柏林去世。
法斯麥爾字典的俄文譯本於 1964 年至 1973 年印刷，並由 Oleg Trubachyov 進行了大量評論。 截至 2023 年，它仍然是斯拉夫語詞源最權威的參考資料。 俄語版本可在 Sergei Starostin 的 Tower of Babel 網站上找到。
由法斯麥爾領導的另一項里程碑式工作涉及編寫多卷本俄語河流和其他水體名稱詞典。他還曾計畫發起了一個更宏偉的項目，在他死後由一群人合力完成：出版一本具有紀念意義的地名錄（共11卷），其中幾乎包括了革命前和蘇聯資料中發現的俄羅斯所有人口稠密地區的名稱。

## 逝世
1962 年 11 月 30 日，馬克斯·法斯麥爾去世。他被安葬在西柏林尼古拉福音教區的墓地。1987年，根據參議院的決定，他的墓地獲得了榮譽墳墓的地位（德語： Ehrengrab）。